# Ширковець
Боло́то Ширкове́ць — гідрологічна пам'ятка природи загальнодержавного значення в Україні. Розташована в Калуському районі Івано-Франківської області, між селами Старий Мізунь і Новий Мізунь, у межах Вигодської улоговини. 
Площа природоохоронної території 12 га. Створена 1975 року. Перебуває у віданні ДП «Вигодське лісове господарство». 
Охороняється верхове болото, розташоване у видолинку на нижній терасі річки Мизунки, на висоті 500–550 м над р. м. Центральна частина болота оліготрофна, з пригніченою сосною та переважанням багно-сфагнових ценозів. На мезотрофній частині болота переважають осоково-сфагнові угруповання. 
З рідкісних видів ростуть росичка круглолиста, а також журавлина дрібноплода, занесена до Червоної книги України. 

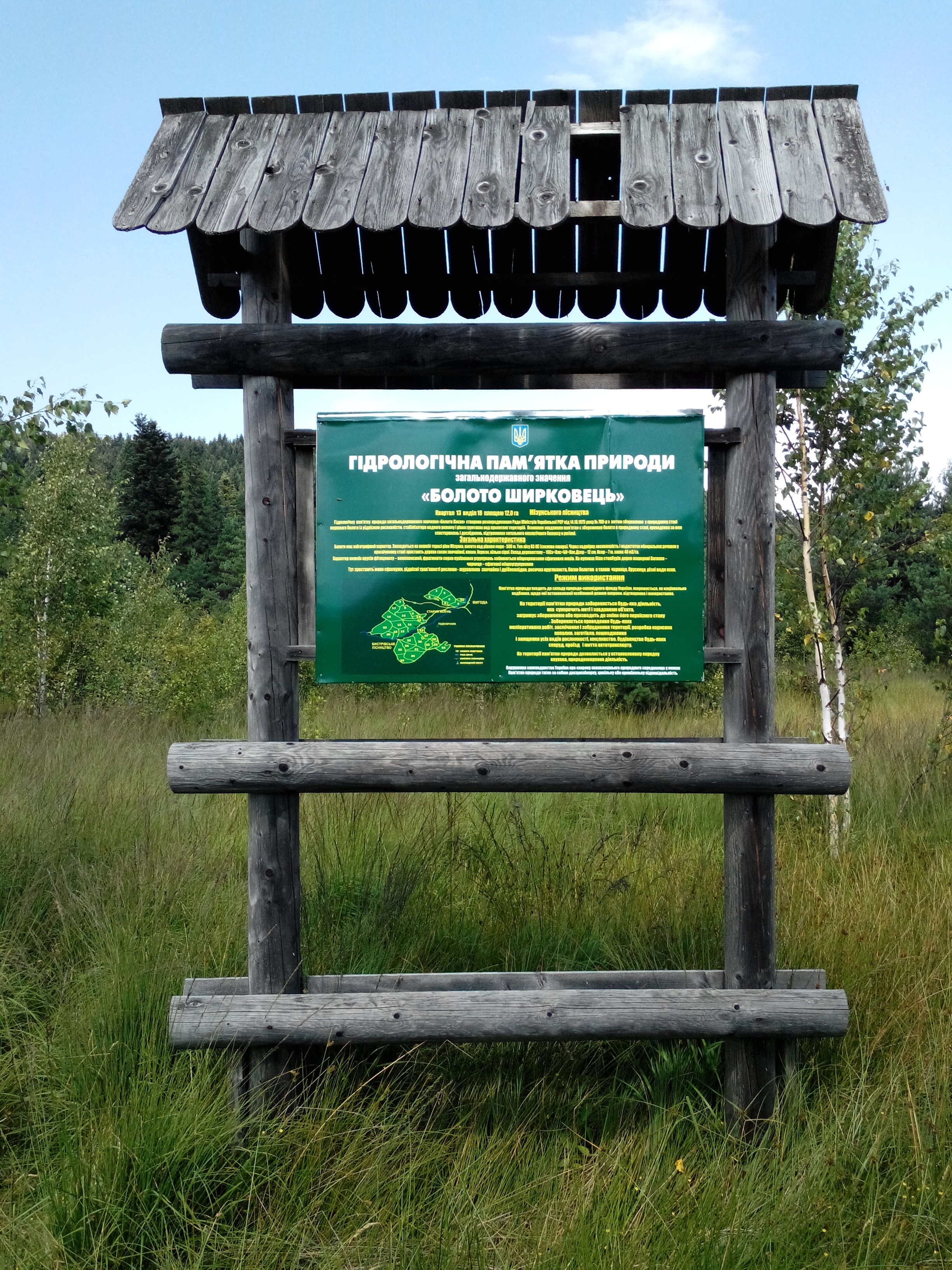
Інформаційний щит, встановлений ДП «Вигодське лісове господарство»

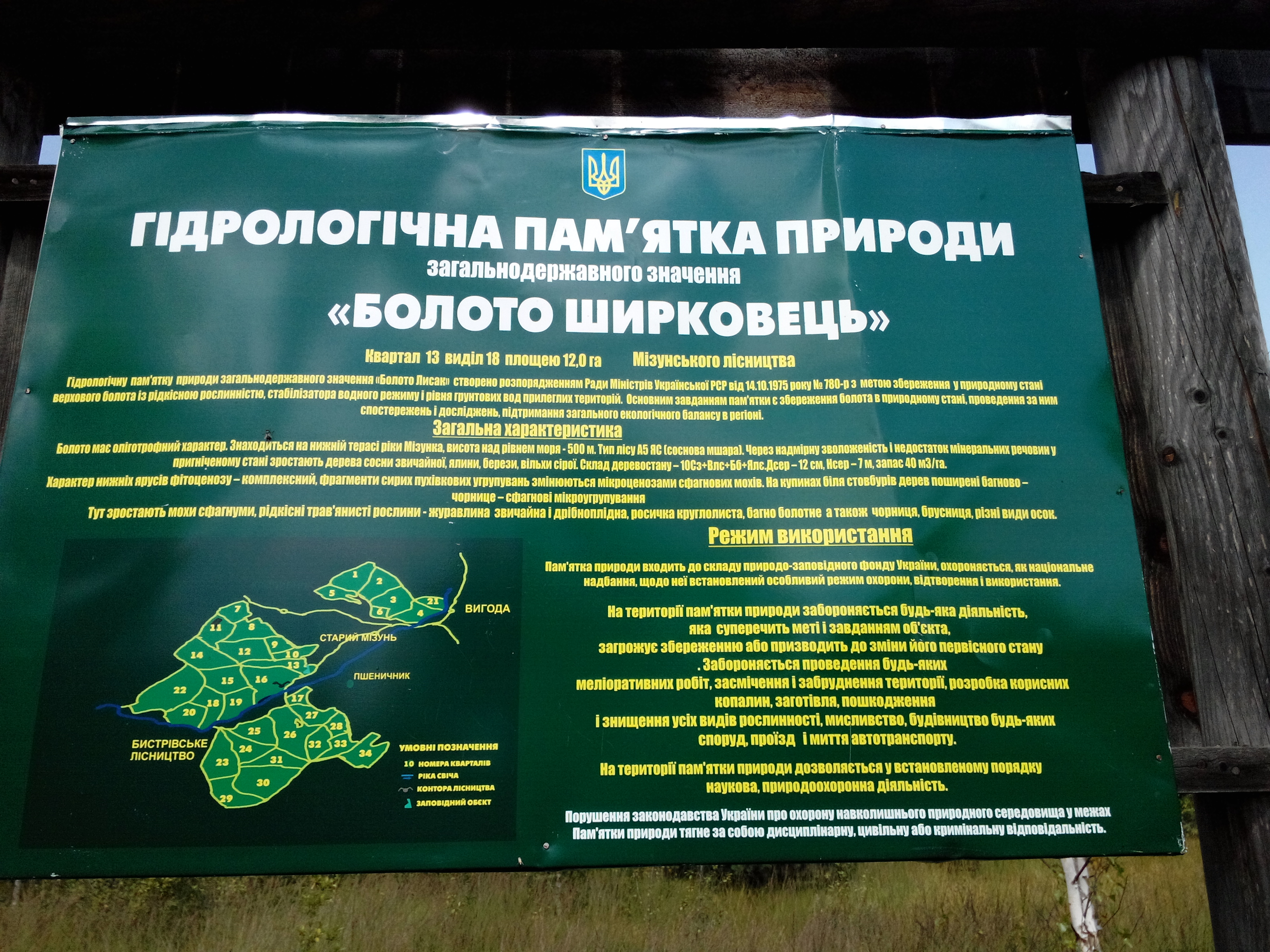
Інформація про заказник (збільшено)